# 南東戦線 (ロシア内戦)
南東戦線（なんとうせんせん、ロシア語: Юго-Восточный фронт）は、ロシア内戦中の1919年から1920年にかけて赤軍に形成されていた編制。

## 沿革
1919年9月30日の南部戦線V・I・ショーリン特別グループの大委員会指令により、サラトフを本部として編制され、翌1920年1月16日にカフカース戦線 (ru) へと改組された。
南東戦線はノヴォチェルカッスク＝ツァリーツィン線上のアントーン・デニーキン軍を撃破し、ドン軍管州を占領する任を負っていた。10月に戦線の部隊はウスチ・メドヴェディツカヤ、イロヴリンスカヤ、カムィシンのホピョール川沿岸で展開されたマーモントフ騎兵軍の襲撃を防御し、翌11月からは南部戦線とともに戦略的攻勢に参加。同月から翌12月にかけてのホピョール・ドン作戦でホピョール川を渡河し、翌1920年1月3日にツァリーツィンを占領してからはノヴォホピョールスク、ウリュピンスク、カラチも攻略した。ロストフ・ノヴォチェルカッスク作戦 (ru) においてドン軍を撃破し、1月7日にノヴォチェルカッスクを占領した。

## 構成
司令官
- ヴァシリー・ショーリン（ロシア語版）（1919年9月30日 - 1920年1月16日）

革命軍事会議メンバー
- イヴァル・スミルガ（ロシア語版）
- ヴァレンチン・トリフォノフ（ロシア語版）
- セルゲイ・グセフ（1919年12月18日から）

参謀長
- フョードル・アファナシエフ（ロシア語版）（1919年10月1日 - 1920年1月4日）
- セミョーン・プガチョフ（ロシア語版）（1920年1月4日 - 16日）

部隊
- 第9軍
- 第10軍
- 第11軍（1919年10月14日から）
- 第8軍（ロシア語版）（1920年1月10日から）
- 第1騎兵軍（ロシア語版）（1920年1月10日から）
- 予備軍（ru, 1919年10月 - 1920年2月）
- ペンザ要塞地区
- ヴォルガ・カスピ小艦隊（ru, 1919年10月14日から）